# Centerpartiets HBT-nätverk
Centerpartiets HBT-nätverk, tidigare känt som C-GAY, är en organisation för HBT-personer inom Centerpartiet och dess systerorganisationer.

## Politik
Nätverket arbetar för HBT-personers rätt och medverkar bland annat varje år i olika former under Stockholm Pride.. Nätverket kritiserade 2010 Migrationsverket för att man avslår asylansökningar från HBT-personer som flyr till Sverige från länder där de inte är accepterade eller ej har lagligt skydd. Migrationsverket ansåg inte att detta var skäl för asyl i Sverige. Nätverket uttryckte 2009 sin oro över de stora rättighetsskillnaderna för HBT-personer inom EU. Under 2006 riktade man hård kritik mot bland annat RFSL:s rankningslista av hur HBT-vänliga Sveriges riksdagspartier är. Kritiken mot RFSL var att rankningen hade skett med alltför stort inflytande från de politiskt aktiva i förbundets styrelse.

## Verksamhet
Nätverket arrangerar Centerpartiets deltagande i Pride och har med jämna mellanrum politiska cafékvällar. Nätverket har medlemskap i världsorganisationen ILGA

## Nätverkets ordförande
| Ordförande                    | Period    |
| ----------------------------- | --------- |
| Gustav Andersson              | 2004-2008 |
| Dan Pettersson                | 2008-2010 |
| Tobias Gillberg               | 2010-2011 |
| Tobias Alfredsson             | 2011–2014 |
| Hanna Björklund               | 2014      |
| Claes Nyberg, centerpolitiker | 2017–     |